# Sigma SD15
Die Sigma SD15 ist die vierte digitale Spiegelreflexkamera von Sigma nach der SD9, SD10 und der SD 14. Die SD15 wurde aus der SD14 weiterentwickelt.
Wie alle digitalen Sigma-Spiegelreflexkameras verwendet die SD15 einen Foveon-X3-Direktbildsensor. Die Kamera verfügt über einen Sigma-Wechselobjektivanschluss, der dem K-Bajonett mit einem um 1,5 mm geringeren Auflagemaß (44 mm) entspricht. Die Verwendung von M42-Objektiven ist mittels Adapter möglich.
Anders als ihre Vorgängermodelle SD9 und SD10 hat sie wie die SD14 ein eingebautes Blitzgerät, kann Bilder im JPEG-Modus speichern und verfügt nicht mehr über das Sigma-Außenbajonett der Vorgänger (für das aber auch nie Objektive angeboten wurden). Das Sigma-Innenbajonett blieb kompatibel. Die Anzahl der Bildpunkte des CMOS-Bildsensors beträgt für jede einzelne der Farben Rot, Grün und Blau etwa 4,7 Millionen, so dass für jede Aufnahme etwa 14 Millionen Messwerte zur Verfügung stehen.
Die SD15 ist mit dem neuen „TRUE II“-Bildprozessor ausgerüstet. Die Bilder werden auf SD- bzw. SDHC- und MMC-Karten gespeichert und damit die bisher genutzten CF-Karten abgelöst.
Nachfolger ist die weiterentwickelte SD1 Merrill mit höherer Sensorauflösung.

## Mitgeliefertes Zubehör
Lithium-Ionen-Akku BP-21 (Lithiumionen (Li-Ion), 1.500 mAh, Akku wird in vielen anderen DSLR verwandt und damit günstig verfügbar bei Drittanbietern), Akkuladegerät BC-21,
USB-Kabel, Video-Kabel, Trageriemen, Augenmuschel, Gehäusedeckel, Okularabdeckung, SIGMA Photo-Pro-CD-Rom (Version 5.0), Benutzerhandbuch

## Optionales Zubehör
Batteriegriff PG-21 (nimmt 2 Akkus BP-21 auf), Fernauslösekabel CR-21, Fernauslöser RS-31 und ein AC-Netzteil SAC-4
Sigma EF-500, EF530, EF-610 DG Super/DG ST Systemblitzgeräte, Sigma EM-140 DG Ringblitz

## Aktuelle Firmware
Version 1.04

## Sigma Photo Pro
Mit der Software Sigma Photo Pro können Bildbearbeitung und Konvertierung von RAW- in JPEG- oder TIFF-Dateien bei allen Kameras der SD-Reihe durchgeführt werden.
Die Software wird für die Sigma-DSLR-Kameras SD9, SD10, SD14, SD1 Merrill, die neue  SD Quattro (H) und auch für die Sigma-DP-Reihe  verwendet.